# Jean de Wurtemberg
Jean du Wurtemberg, seigneur du Wurtemberg de 1116 à 1137, est le fils d'Ulrich seigneur de Wurtemberg.
Deux enfants sont issus de son union :
- Louis Ier de Wurtemberg
- Emich de Wurtemberg

Ils sont co-seigneurs puis co-comtes du Wurtemberg à partir de 1143.